# Associazione Calcio Venezia 1974-1975
Questa voce raccoglie le informazioni riguardanti l'Associazione Calcio Venezia nelle competizioni ufficiali della stagione 1974-1975.

## Rosa
| N. |                   | Ruolo | Calciatore           |
| -- | ----------------- | ----- | -------------------- |
|    | Italia (bandiera) | D     | Pier Luigi Bassanese |
|    | Italia (bandiera) | A     | Roberto Bellinazzi   |
|    | Italia (bandiera) | A     | Bruno Bianchi        |
|    | Italia (bandiera) | D     | Gianfranco Bisiol    |
|    | Italia (bandiera) | C     | Franco Castelletti   |
|    | Italia (bandiera) | C     | Franco De Cecco      |
|    | Italia (bandiera) | C     | Walter De Vecchi     |
|    | Italia (bandiera) | C     | Mario Frank          |
|    | Italia (bandiera) | C     | Gritto Modonese      |

| N. |                   | Ruolo | Calciatore         |
| -- | ----------------- | ----- | ------------------ |
|    | Italia (bandiera) | C     | Franco Ronchi      |
|    | Italia (bandiera) | C     | Marco Rossi        |
|    | Italia (bandiera) | D     | Giorgio Sabbadin   |
|    | Italia (bandiera) | D     | Sandro Santarello  |
|    | Italia (bandiera) | C     | Nello Scarpa       |
|    | Italia (bandiera) | P     | Eros Seda          |
|    | Italia (bandiera) | C     | Luigi Seno         |
|    | Italia (bandiera) | A     | Dino Spadetto      |
|    | Italia (bandiera) | A     | Luciano Speggiorin |